# راینهارد اسکریسک
راینهارد اسکریسک (آلمانی: Reinhard Skricek؛ زادهٔ ۴ ژانویهٔ ۱۹۴۸) بوکسور اهل آلمان بود.